# Lakota, North Dakota
Lakota är en ort (city) i Nelson County i delstaten North Dakota i USA. Orten hade 683 invånare, på en yta av 2,59 km² (2020). Lakota är administrativ huvudort (county seat) i Nelson County. Orten grundades år 1883.